# 松井雪子
松井 雪子（まつい ゆきこ、1967年1月5日 - ）は、日本の漫画家、小説家。
代表作に『おんなのこポコポン』『マヨネーズ姫』など。自動車雑誌『ベストカー』誌上で連載の4コマ漫画では「松井くるまりこ」名義で執筆している。
現在は僧侶として活動している友人と共にピラティスを指導している。

## 経歴
- 東京都武蔵野市出身[3]。
- 共立女子高等学校[要出典]、共立女子大学家政学部生活美術科卒業[4]。
- 1988年、大学在学中にASUKA（角川書店）誌上にて漫画家デビュー。
- 2001年、『群像』誌上で「私のフジサン」を発表し、小説家としてもデビューする。
- 2003年、「イエロー」で第128回芥川龍之介賞候補[5]。
- 2004年、「日曜農園」で第131回芥川龍之介賞候補[6]。
- 2005年、「恋蜘蛛」で第133回芥川龍之介賞候補。
- 2007年、「アウラ アウラ」で第137回芥川龍之介賞候補。
- 青林工藝舎『アックス』誌上にて「マヨネーズ姫」を連載中。

## 作品リスト

### 漫画
- 『スピカにおまかせ』（1989年7月、角川書店・あすかコミックス）
- 『東京デビュー』1991年10月、青林堂
- 『おんなのこポコポン』全5巻、竹書房・バンブーコミックス、1992-98
- 『謎のオンナV』（1993年5月、ヤングロゼコミックスDX）
- 『なぞのカッパ星人』（1993年7月、集英社・ジャンプコミックスデラックス）
- 『おじゃましまっそ』（1994年2月、竹書房・バンブーコミックス）
- 『4Pの事情』（1995年1月、祥伝社・フィールコミックスゴールド）
- 『マヨネーズ姫』（1996年10月、青林堂）
- 『絶望ハンバーグ工場』（1997年1月、文春コミックス）
- 『春庭家の3人目』全2巻　アクションコミックス、1997-98
- 『家庭科のじかん』（1997年9月、祥伝社・フィールコミックスゴールド）
- 『恋の南極』（1997年12月、ぶんか社コミックス）
- 『愛の北極』（1998年4月、ぶんか社コミックス）
- 『らぶらぶルールブック』（1999年6月、フィールコミックスゴールド）
- 『お嫁ちゃんばー』（2001年10月、まんがタイムコミックス）
- 『犬と遊ぼ!』（2003年2月、講談社コミックス）

### 絵本
- 『クウとポーのクリスマス』（2004年11月、平凡社）- マツイユキコ名義

### 小説
- 『イエロー』（2003年7月、講談社）
  - イエロー（『群像』2002年12月号）
  - 私のフジサン（『群像』2001年5月号）
- 『チル☆』（2003年1月、講談社）のち文庫
- 『刺繍天国』（2006年2月、文藝春秋）
  - 恋蜘蛛（『文學界』2005年6月号）
  - 愛・弾丸ツアー（『文學界』2005年12月号）
- 『日曜農園』（2007年10月、講談社）
  - 日曜農園（『群像』2004年5月号）
- 『まよいもん』(2008年3月、幻冬舎)　のち文庫
- 『肉と衣のあいだに神は宿る』文藝春秋 2015

#### 単行本未収録作品
- 白鳥の湖（『小説現代』2005年7月号）

### エッセイ集ほか
- 『犬と旅する20の約束』（1996年3月、大和書房）「犬と楽しく旅するQ&A」幻冬舎文庫
- 『お局さまが待っている』おつぼネット評議委員会共著（1999年5月、小学館文庫）
- 『奇跡でも魔法でもない犬語の話し方』（2004年7月、幻冬舎）
- 『男子はじめて物語　それゆけ、映画スタァ「局部」探訪隊』（2006年7月、文藝春秋）
- 『しあわせぷーどるず』文藝春秋 2009
- 『ぐうたら山暮らし』イースト・プレス 2013